# Steven Rosenblum
Steven Rosenblum, detto Steve (Westport, ...), è un montatore statunitense.
Noto per le sue collaborazioni col regista Edward Zwick, nel corso della sua carriera è stato candidato a tre premi Oscar.

## Biografia
Si avvicina al cinema per caso, mentre lavorava in un grande magazzino di Westport, nel Connecticut, dove vendeva frullatori: «un tizio accanto a me diceva di conoscere questo regista che aveva bisogno di una mano [...] ho fatto domanda per quel lavoro e l'ho ottenuto. Era un'azienda composta da due persone che realizzava film industriali. Io facevo riprese e montaggio [...] un giorno è arrivata questa persona che doveva prendere in prestito una giuntatrice [...] era John McTiernan che voleva fare domanda per l'American Film Institute [Conservatory]! E mi sono detto: "Beh, farò così anch'io"». Iscrittosi all'AFI Conservatory nell'annata 1976-1977, conosce il compagno di corso e suo futuro collaboratore Edward Zwick. I due collaboreranno per la prima volta come montatore e regista nella realizzazione di un cortometraggio per il secondo anno.
Dopo essere stato per alcuni assistente del montatore David Holden, cominciato la sua carriera montando numerosi episodi della sit-com In famiglia e con gli amici, creata da Zwick, tra cui il pilota, vincendo un premio Emmy. Ha poi fatto il suo esordio al cinema montando il film di Zwick Glory - Uomini di gloria (1989), per il quale viene candidato all'Oscar al miglior montaggio. Il sodalizio con Zwick è proseguito nei successivi trent'anni, durante i quali Rosenblum ne ha montando tutti i film, tra cui L'ultimo samurai (2003). Originariamente ne avrebbe dovuto montare anche l'esordio A proposito della notte scorsa... (1986), ma Zwick aveva dovuto rinunciarvi perché Rosenblum all'epoca non era ancora un membro dell'American Cinema Editors.
Ha poi ricevuto altre due candidature all'Oscar per Braveheart - Cuore impavido e Blood Diamond - Diamanti di sangue.

## Filmografia

### Cinema
- Glory - Uomini di gloria (Glory), regia di Edward Zwick (1989)
- Un eroe piccolo piccolo (Jack the Bear), regia di Marshall Herskovitz (1993)
- Vento di passioni (Legends of the Fall), regia di Edward Zwick (1994)
- Braveheart - Cuore impavido (Braveheart), regia di Mel Gibson (1995)
- Il coraggio della verità (Courage Under Fire), regia di Edward Zwick (1996)
- Padrona del suo destino (Dangerous Beauty), regia di Marshall Herskovitz (1998)
- Attacco al potere (The Siege), regia di Edward Zwick (1998)
- X-Men, regia di Bryan Singer (2000)
- Pearl Harbor, regia di Michael Bay (2001)
- Le quattro piume (The Four Feathers), regia di Shekhar Kapur (2002)
- L'ultimo samurai (The Last Samurai), regia di Edward Zwick (2003)
- xXx 2: The Next Level (XXX: State of the Union), regia di Lee Tamahori (2005)
- A casa con i suoi (Failure to Launch), regia di Tom Dey (2006)
- Blood Diamond - Diamanti di sangue (Blood Diamond), regia di Edward Zwick (2006)
- Viaggio al centro della Terra (Journey to the Center of the Earth), regia di Eric Brevig (2008)
- Defiance - I giorni del coraggio (Defiance), regia di Edward Zwick (2008)
- Notorious B.I.G. (Notorious), regia di George Tillman Jr. (2009)
- Amore & altri rimedi (Love & Other Drugs), regia di Edward Zwick (2010)
- Viaggio in paradiso (Get the Gringo), regia di Adrian Grünberg (2012)
- After Earth, regia di M. Night Shyamalan (2013)
- La grande partita (Pawn Sacrifice), regia di Edward Zwick (2014)
- The Birth of a Nation - Il risveglio di un popolo (The Birth of a Nation), regia di Nate Parker (2016)
- Blood Father, regia di Jean-François Richet (2016)
- The Promise, regia di Terry George (2016)
- Woman Walks Ahead, regia di Susanna White (2017)
- La verità negata (Trial by Fire), regia di Edward Zwick (2018)
- Lansky, regia di Eytan Rockaway (2021)
- Medieval, regia di Petr Jákl (2022)
- Flight Risk - Trappola ad alta quota (Flight Risk), regia di Mel Gibson (2025)

### Televisione
- In famiglia e con gli amici (Thirtysomething) – serie TV, 12 episodi (1987-1990)

## Riconoscimenti
- Premio Oscar
  - 1990 – Candidatura al miglior montaggio per Glory - Uomini di gloria
  - 1996 – Candidatura al miglior montaggio per Braveheart - Cuore impavido
  - 2007 – Candidatura al miglior montaggio per Blood Diamond - Diamanti di sangue
- Premio Emmy
  - 1989 – Miglior montaggio di una serie single-camera per In famiglia e con gli amici (ep. 2x08)
- American Cinema Editors
  - 1989 – Miglior montaggio televisivo per In famiglia e con gli amici (ep. 1x16)
  - 1990 – Miglior montaggio cinematografico per Glory - Uomini di gloria
  - 1996 – Miglior montaggio cinematografico per Braveheart - Cuore impavido
- Satellite Award
  - 2003 – Miglior montaggio per L'ultimo samurai
  - 2017 – Candidatura al miglior montaggio per The Birth of a Nation - Il risveglio di un popolo
- American Film Institute
  - 2011 – Premio "Franklin J. Schaffner" alla carriera